# 청주 운천동 신라사적비
청주 운천동 신라사적비(淸州 雲泉洞 新羅事蹟碑)는 충청북도 청주시 상당구 명암동, 국립청주박물관에 있는 신라시대의 사적비이다. 1983년 11월 30일 충청북도의 유형문화재 제134호로 지정되었다.

## 개요
사적비란 어떠한 사건에 관련된 사실이나 자취를 기록한 것으로, 이 비는 청주지방에 있던 어느 사찰과 관련된 내용을 담고 있다.
비의 규모는 높이 92cm, 너비 91cm로, 네모난 형태이다. 1982년 발견되기까지 산직마을의 공동우물터에서 빨래돌로 사용되었는데, 그 탓에 글자가 많이 닳아 있다. 비문은 북조풍의 해서체로 새겼으며, 비의 크기에 비해 글자가 크다. 비문의 내용은 알아보기 어려운데, 대체로 불법을 찬양하고 임금의 덕을 칭송하며 삼국통일의 위업을 기리는 호국불교의 내용을 담으면서, 절의 창건에 관련된 내용을 많이 적었다.
비에 ‘수공 2년’의 중국 연호가 있어 통일신라시대 신문왕 6년(686)에 이 비를 세웠음을 알 수 있다. 통일신라시대 당시 청주지역이 행정, 군사, 문화적으로 중요한 곳이였음을 보여주고 있어 중요한 자료를 제공하고 있다.

## 참고 자료
- 청주 운천동 신라사적비 - 국가유산청 국가유산포털